# Alain Spiess
Pour les articles homonymes, voir Spiess.
Alain Spiess, né le 27 octobre 1940 à Paris et mort le 30 juin 2008 à Clamart, est un écrivain français.

## Biographie
Il écrit des nouvelles et des romans et fait aussi des traductions depuis l'anglais.
Il est inhumé au cimetière du Père-Lachaise (90e division).

## Œuvres
- 1984 : Opéra d'ombres, éd. Flammarion.
- 1992 : Hiver, éd. Critérion.
- Septembre 1995 : Installation, 120 pages, éd. Gallimard, coll. L'Arpenteur,  (ISBN 978-2-07-074314-8).
- 1997 : Pourquoi, prix Renaissance de la Nouvelle.
- 2000 : Anniversaire, prix littéraire de la Ville de Caen. Cinq personnages différents d'une même famille racontent chacun leur version d'un crime raciste sur fond de tragédie familiale.
- Décembre 2003 : Une méprise (nouvelle), 52 pages, éd. du Rocher,  (ISBN 978-2-268-04734-8).
- Avril 2004 : Ruine, 160 pages, éd. Gallimard, coll. L'Arpenteur,  (ISBN 978-2-07-077098-4).
- Mars 2008 : Reniement, histoire d'un crime, 149 pages, éd. Gallimard, coll. L'Arpenteur,  (ISBN 978-2-07-012030-7).

### Traductions
- Raphael Lemkin, Qu'est-ce qu'un génocide ?, préf. Jean-Louis Panné, Paris-Monaco, Éditions du Rocher, 10 janvier 2008  (ISBN 2268063984) ; rééd. Les Belles Lettres, coll. Le goût des idées, Paris, nouvelle édition établie et présentée par Jean-Louis Panné, 302 p., 2025  (ISBN 978-2251457185)